# Riquelme Felipe
Riquelme Felipe (Araçatuba, 13 de marzo de 2007) es un futbolista brasileño que juega de extremo derecho para el Fluminense FC del Campeonato Brasileño de Serie A.

## Biografía
Tras empezar a formarse como futbolista en las categorías inferiores del Fluminense FC, finalmente fue convocado por el primer equipo en la temporada de 2025, haciendo su debut el 12 de enero de 2025 en el Campeonato Carioca contra el Sampaio Corrêa FE tras ser sustituido por Gustavo Cintra en el minuto 88.

## Clubes
| Club          | País   | Año   | Partidos | Goles |
| ------------- | ------ | ----- | -------- | ----- |
| Fluminense FC | Brasil | 2025- | 17       | 0     |